# Vizafogó vasútvonal
A Vizafogó vasútvonal vagy Vizafogó vontatóvágány egy teherszállításra kiépített iparvágány-csoport volt Budapest 13. kerületében, Vizafogó és a mai Újlipótváros területén, mely az egykor itt található ipari létesítményeket, főleg gőzmalmokat szolgálta ki és kötötte be az országos vasútvonalak hálózatába. A vonal több mint százéves történelme során folyamatosan változott a hossza és a forgalmi intenzitása, a hozzá csatlakozó mellékvágányok elhelyezkedései is folyamatosan váltakoztak az adott korszak ipari szükségletei függvényében. A 19. század végére kiépült, egész a belvárosig nyúló vonal a városi terjeszkedések miatt viszonylag hamar visszarövidült a mai Újlipótvárosba, majd az elkövetkező évtizedek alatt fokozatosan veszített a hosszából az ipari létesítmények megszűnésének és kiszorulásának hatására, melyek a 20. század végére gyorsultak fel, hogy végül a 21. század elején véglegesen megszűnjön a vasútvonal.

## Története

### Az első évtizedek
A vonal a budapesti Körvasút részeként épült ki 1889-ben, mely utóbbi Kőbánya felső vasútállomás tehervágány körzetéből kiindulva Rákos vasútállomás előtt északra fordulva Rákosszentmihály vasútállomás és Pestújhely megállóhely érintésével, a mai zuglói körvasút elődjeként épült ki Angyalföld vasútállomásig, majd annak végponti váltókörzeténél  nyugati irányba fordulva, áthaladt a Váci út fölött, dél felé vette az irányt és a Cserhalom utca-Esztergomi út nyomvonalán haladt dél felé, át a későbbi Árpád híd alatt, keresztezte a Dráva utcát is és egészen az akkori Viktória töltésig (Tutaj utcáig) tartott. A mai Árpád híd és a Révész utca között egy négy vágányos állomása is épült, ezt hívták Lipótvárosi teherpályaudvarnak (a későbbi Vizafogó teherpályaudvar elődje). A Révész utca-Tutaj utca közti szakasz az állomás 630 méter hosszú kihúzóvágánya volt.
Egy évvel később, 1890-ben ehhez csatlakozva épült ki a Markó utcai vontatóvágány, amely a Pannónia, Kárpát, Hegedűs Gyula és Szemere utcákon keresztül további 1730 méter hosszban haladt dél felé, keresztezve a  Lipót (Szent István) körutat és egészen a Markó utcáig tartott. Érdekesség, hogy a vágány a Parlament mögött két utcányira végződött. Fontos tudni, hogy ekkor még nem létezett az Újpesti vasúti híd (népnyelven Északi Összekötő) és az Budapest–Esztergom-vasútvonal, így 1896-os kiépülésükkor azok csatlakoztak a bal parti körvasúthoz, és nem fordítva, ahogy azt a későbbi elrendezés alapján gondolnánk. A vizafogói vasútnak és annak ma belvároshoz tartozó szakaszának és a vontatóvágánynak a kiépítését az ide települt ipari létesítmények, elsősorban malmok vasúti szállítási igénye indokolta. A körúttól délre ebben az időszakban három gőzmalom rakodott.
A hálózat legnagyobb kiterjedése csak rövid ideig tartott. A Nagykörúton belüli malmok forgalma a vártnál kisebb volt, és útját állták a Belváros kiépítésének, így 1898-ban a Lipót körúti csatlakozást elbontották, a vontatóvágányt megrövidítették, az érintett malmokat és fatelepeket pedig kitelepítették. Ettől kezdve megkezdődött a vontatóvágány lassú visszafejlesztése. Ezt a tendenciát erősítette az első világháborút követő trianoni döntés, mellyel az ország területének jelentős csökkenésével együtt az itteni malmok forgalma is visszaesett, következményeként sorra zártak be. 1921-re a vontatóvágány tovább rövidült, már kijjebb, a Thurzó utca vonalában végződött. Újlipótváros telkeinek rendezésével, a város beépített részének terjeszkedésével a felhagyott gyártelepek nagy részét lebontották és helyükre lakóházak épültek. Így az ipari terület fokozatosan észak felé szorult vissza, amelyet követett a vontatóvágány rövidülése is, a helyét pedig a lakóterületek vették át.
1912-ben a Lord és Társa fatelep északabbra, a Váci út mellé költözött, a Pannónia Gőzmalom megszűnt. 1928-ban a Parkettagyárat lebontották, és helyén alakították ki a Szent István parkot. Természetesen a vágány rövidítése nem jelentette egyidejűleg a teljes vontatóvágány forgalmának csökkenését. Ahhoz folyamatosan csatlakoztak újabb iparvágányok, illetve egyesek megszűntek. A malomipar leépülésével az élelmiszeripari jellegű gyártelepeket (gőzmalmok, ecetgyárak, illetve vegyészeti és fafeldolgozó üzemek) fokozatosan felváltották a gépjavítók, vasöntödék, vas- és fémipari gépműhelyek, gépgyárak. A forgalom felfutása a Lipótvárosi teherpályaudvar további vágányokkal történő bővítését tette szükségessé. A Váci út térsége igazi ipari övezetté változott. A két világháború között sok változás nem történt, a vontatóvágány hossza nem csökkent tovább. 1938-1945 között a Lipótvárosi teherpályaudvar neve Szentistvánvárosi teherpályaudvarra, 1938-1954 között Angyalföld állomásé pedig Magdolnavárosi pályaudvarra változott.

### A második világháború után
A második világháború után a cégek egy része megszűnt, jelentős részük pedig átalakult. Az Erzsébet Gőzmalom súlyosan megsérült, a háború után malomként már nem működött tovább. Nagyobb változást a Sztálin (Árpád) híd felhajtóinak megépítése és a híd 1950. évi átadása jelentett. A vontatóvágányt felüljárón keresztezték, azonban a felhajtók építésekor a pályaudvar területének egy részét is igénybe vették. Mivel az Újpesti vasúti hidat a világháborúban felrobbantották, ezért a Sztálin hídon keresztül hídpótló vasúti szükségforgalmat szerveztek Óbuda-Filatorigát-Flórián tér-Sztálin híd-Vizafogó-Angyalföld átmenetben. A hídon a tehervonatokat L III-as HÉV-mozdonyok vontatták. A szükségforgalom a Vizafogó–Angyalföld szakasz forgalmát nagy mértékben növelte. Ez az állapot 1955-ig, az Újpesti vasúti híd újjáépítéséig tartott. Ebben az időszakban az intenzív iparosítás növelte a vasúti forgalmat, mely ekkoriban élte fénykorát. A fuvarozott áruk nagy része nyersanyag, tüzelőanyag (elsősorban szén) és vasáru volt. Ekkor nevezték át Vizafogó teherpályaudvarnak a rendezőpályaudvart, ahol sok akkori vállalat rendelkezett iparvágány-csatlakozással, rakodóval vagy rakhelybérlettel.
A szállítási igények növekedésével Vizafogó állomás áruforgalma is meghaladta a háború előtti legmagasabb szintet. 1959-ben az ide állomásított két M31-es sorozatú dízelmozdony és egy 370-es sorozatú gőzmozdony 40 iparvágány, 20 rakhelybérlet és 4 közforgalmú rakodó napi ötszöri kiszolgálását végezte. Az állomás éves kocsiforgalma meghaladta az 50 ezret. Rákosrendező-Vizafogó közt a körvasúti XXV. számú fordaszerelvény napi öt menetben hozta-vitte a vasúti kocsikat. 1961-ben a MÁV a 370-es sorozatú gőzmozdonyt M31 sorozatú dízelmozdonyra cserélte. A változáshoz kapcsolódva a Meder utca felé – Vizafogó és Angyalföld között – kiágazó 5 iparvágány kiszolgálását Vizafogó állomás mozdonyai vették át. A körvasút XXV. számú fordaszerelvénye Angyalföldig közlekedett, a vizafogói elegyátadás itt történt.
Az 1960-as évek elejétől a térségben elinduló lakótelep-építések folytán megkezdődött a Vizafogói teherpályaudvar és a kapcsolódó iparvágányok lassú, majd egyre gyorsuló leépülése. A villamospályát abban az időben számos ponton keresztezték iparvágányok: a Dráva utcát a Pannónia és a Visegrádi utcáknál, a Váci utat pedig a Mura/Angyal, Turbina/Fáy és a Véső/Apály utcáknál. Ugyan használaton kívül, de két vasút-villamos csatlakozás is létezett még ekkor: a Dráva utcában a Kő térnél, illetve az Árpád hídon a Népfürdő utcánál. A Dagály utcai (Karikás Frigyes utcai) lakótelep első ütemének építését 1961-ben kezdték el és 1966-ban készült el. A másodikat a Róbert Károly körút és a Váci út sarkán 1970-ben adták át. Az építkezés jelentős befolyással ugyan még nem volt a Vizafogói pályaudvar életére, de annak északi oldalán néhány iparvágány megszűnt. 1963-ban megszűnt az Ásványőrlő, a rákövetkező évben pedig elbontották az OKGT (volt Maszolaj) telepre vezető, a Váci utat a Véső és Apály utcáknál keresztező iparvágányt. Az Elektromos Művek Váci úti telephelyére irányuló szénszállítmányok elmaradásával megszűnt az ide vezető iparvágány is, amelyet 1967-ben bontottak el a Dráva utcai keresztezésével együtt. Ugyanebben az évben épült meg a Szikra Lapnyomda C épülete (amelyet 2007-2008 között bontottak le) a Vizafogói teherpályaudvar keleti oldalán, újabb rakodóterületeket elvéve. Ebben az időszakban Vizafogón már csak egy tartalékmozdony dolgozott.
A Szent István körút–Váci út–Dráva utca–Duna-part által határolt Újlipótváros rendezéséről az 1970-es évek elején döntöttek. Az itt található ipari területeket a város körbenőtte, a gyárakat ki kellett üríteni és fel kellett számolni. Ez a folyamat 1975 körülig ment fokozatosan végbe. Az egyik utolsó működő gyártelep a Parkettagyár volt, a vontatóvágány legdélibb végén. A gyárak és ipari telephelyek megszűnésével együtt felszámolták az iparvágányokat is. A funkcióját vesztett vontatóvágányt 1976-ban a Dráva utcáig bontották vissza, majd 1977-ben megszűnt a 15-ös villamos is. Helyükre 1976–1979 között felépült a Kárpát utcai lakótelep. A teherpályaudvar forgalmát tovább csökkentette, hogy a 70-es évek elején a Révész utcai erőmű tüzelését pakuráról földgázra állították át, amely immár nem igényelte a vasúti szállítást, mert csővezetéken érkezett. Az Árpád hídtól északra azonban ebben az időszakban még élénk ipari és szállítási tevékenység folyt. Az erősen megcsappant forgalmú Vizafogói teherpályaudvaron a 70-es években használaton kívüli gőzmozdonyokat tároltak, a térségben az ipari tevékenység az 1970-es években fokozatosan visszaszorult, az iparvágányok üresen álltak vagy megszűntek. Vizafogó teherpályaudvar egy nyüzsgő állomásból egyre inkább egy álmos tároló pályaudvarrá vált. Ekkoriban már nem volt önálló tartalékmozdony Vizafogón, azt Angyalföldről szolgálták ki az úgynevezett vizafogói menettel. 1977–1979 között a pályaudvar területének egy újabb része veszett el, mivel ott épült fel a Szikra Lapnyomda hatalmas B épülettömbje. (Amelyben 2002-ben Sconto Bútoráruház, 2008-ban Reál élelmiszerbolt nyílt és végül 2014–2016 között bontották le.) A helyén épült fel az Agora Budapest irodaház 2018–2020 között.
1980-ban Vizafogó állomáson a szét nem bontott gőzmozdonyokat összegyűjtötték és elvitték a MÁV Landler Jenő Járműjavítóba (Istvántelek). Sok közülük ma a Vasúttörténeti Parkban van kiállítva. Az állomáson ezután javításra váró teherkocsikat tároltak. Újabb nagy változások kezdődtek 1982–1984 között. Ekkor épült fel a pályaudvar Duna felőli oldalán a Vizafogó lakótelep első üteme. A korábban még megmaradt iparvágányokat ekkor számolták fel. 1980-ben elkezdték az Árpád híd kiszélesítését és átépítését. Ugyan a Vizafogó teherpályaudvar forgalma ekkorra már minimálisra csökkent, de a híd alatti összekötő vágányt és a teherpályaudvart az átépített híd 1984-es átadásakor még meghagyták. A 3-as metró építése miatt 1982-ben megszűnt a villamosközlekedés a Váci úton, a vágányokat a keresztező iparvágányokkal együtt elbontották. Ebben az időszakban a kocsik tárolásán kívül egy hulladékvas telepet szolgáltak már csak ki Vizafogóról, illetve az Árpád hídtól északra lévő üzemek (Láng Gépgyár, Angyalföldi Erőmű, Első Magyar Csavargyár Rt. és Magyar Hajó- és Darugyár (MHD) kiszolgálómenetei jártak körül az állomáson. Ez az állapot egészen 1987-ig tartott, amikor eljött a vég, és az erősen leromlott állapotú Vizafogó állomást megszüntették, a megfogyatkozott vágányokat fölszedték. Az állomás területén 1987–1989 között felépült a Vizafogó lakótelep második üteme. Az állomásépületet meghagyták, később szépen felújították. A mögötte lévő részen egy nagy területet üresen hagytak, ez  2022-re Vizafogó ökoparkká fejlődött. A lakótelep négyemeletes házai az állomás déli és északi végére épültek fel. A vontatóvágány az Árpád híd északi oldaláig rövidült.
Ebben az időszakban a (most már ténylegesen vontatóvágánnyá vált) Vizafogói vontatóvágányon még javában folyt az élet. A hajógyárból külön rakmintás vonatok indultak Záhony felé darurészekkel. Havonta volt rá eset, hogy három-négy daru komplett anyagát küldték el. Az 1980-as évek vége felé ugyanakkor már érezhetően csökkentek a vasúti szállítások a még működő üzemekből is. Az ide járó tolatós mozdony körüljárásának biztosítása érdekében a Rákospatak és a Csavargyár utca között egy hosszú kitérőt építettek a Cserhalom utcával párhuzamosan.

### A rendszerváltás után
A rendszerváltást követően felgyorsult a térség iparának hanyatlása, a vasúti szállítások tovább csökkentek. 1994-ben megszűnt a Csavargyár és a Hajógyár. Előbbi helyén nyílt a Reno udvar és egy barkácsáruház, a Hajógyárat egy műemlék csarnok kivételével teljesen elbontották, egy részén 1996-ban a Duna Plaza bevásárlóközpont és annak parkolóháza épült fel. Ekkoriban már csak a Láng Gépgyárban, illetve a Meder utcánál egy építőanyag-telepen volt vasúti kiszolgálás. A vontatóvágány hossza az 1990-es évek második felétől ismét csökkenésnek indult, amivel megkezdődött a vég. 1996-ban még használták a vontatóvágányt, az Angyalföldi Járműparádé mozdonyai ide álltak félre. Később a vágány Árpád híd felőli végét egy autóparkoló foglalta el, majd 1999-re a Vizafogó utca és Dagály utca közti szakaszt egy logisztikai cég kerítette el. Itt kezdetben még voltak vasúti szállítások, de 2001-re azok is megszűntek.

### Végnapjai
2000-ben az erőműbe vezető iparvágányt és hidat felszedték, 2001 elején pedig a kitérővágányt bontották fel, valamint a Meder utcai építőanyag-telepen is megszűnt a forgalom, a vágányokat itt is elbontották. Az egykori hajógyár itteni területén épült fel később a Marina Part lakópark. Az Angyalföldi Erőmű energiatermelése 2004-ben állt le. Ekkorra a vontatóvágány forgalma teljesen megszűnt, annak Dagály utcától délre fekvő részét felbontották. A Láng Gépgyár (2000-től ABB, majd Alstom) telephelyen belül megmaradt vágányhálózatát belső szállítási feladatokra időnként még felhasználták. 2003-ban a Kendergyár helyén felépült a Tesco áruház, az ide vezető iparvágányt felszedték. Ekkor a vontatóvágány a Rákos-patakig még járható volt, de csak pályafenntartási menetek használták, aztán az év vége felé megkezdődtek a bontások. A Vizafogói vontatóvágányt 2003–2006 között teljesen felszedték. 2009-ben a Váci út és Angyalföld állomás közötti töltést elbontották, így lehetőség nyílt az addig zsákutcában végződő Madarász Viktor utca és Tomori utca összekötésére a Juta utcával. Ezzel a vontatóvágány története véget ért. A Váci út feletti vasúti híd és Vizafogó vasútállomás épülete változatlanul áll. Utóbbit felújították és irodaházként kapott új funkciót. Vizafogón a zsúfolt Marina lakópark környékén néhány helyen a sínek és talpfák maradványai is megmaradtak. A 2020-as évekre a vágány Vizafogó utca és Dagály utca közti egykori szakaszán (a néhai Láng Gépgyár területén) az Esztergomi út folytatása épült ki. 2025-ben elbontották a Rákos-patak felett átívelő vasbeton hidat.

## Galéria

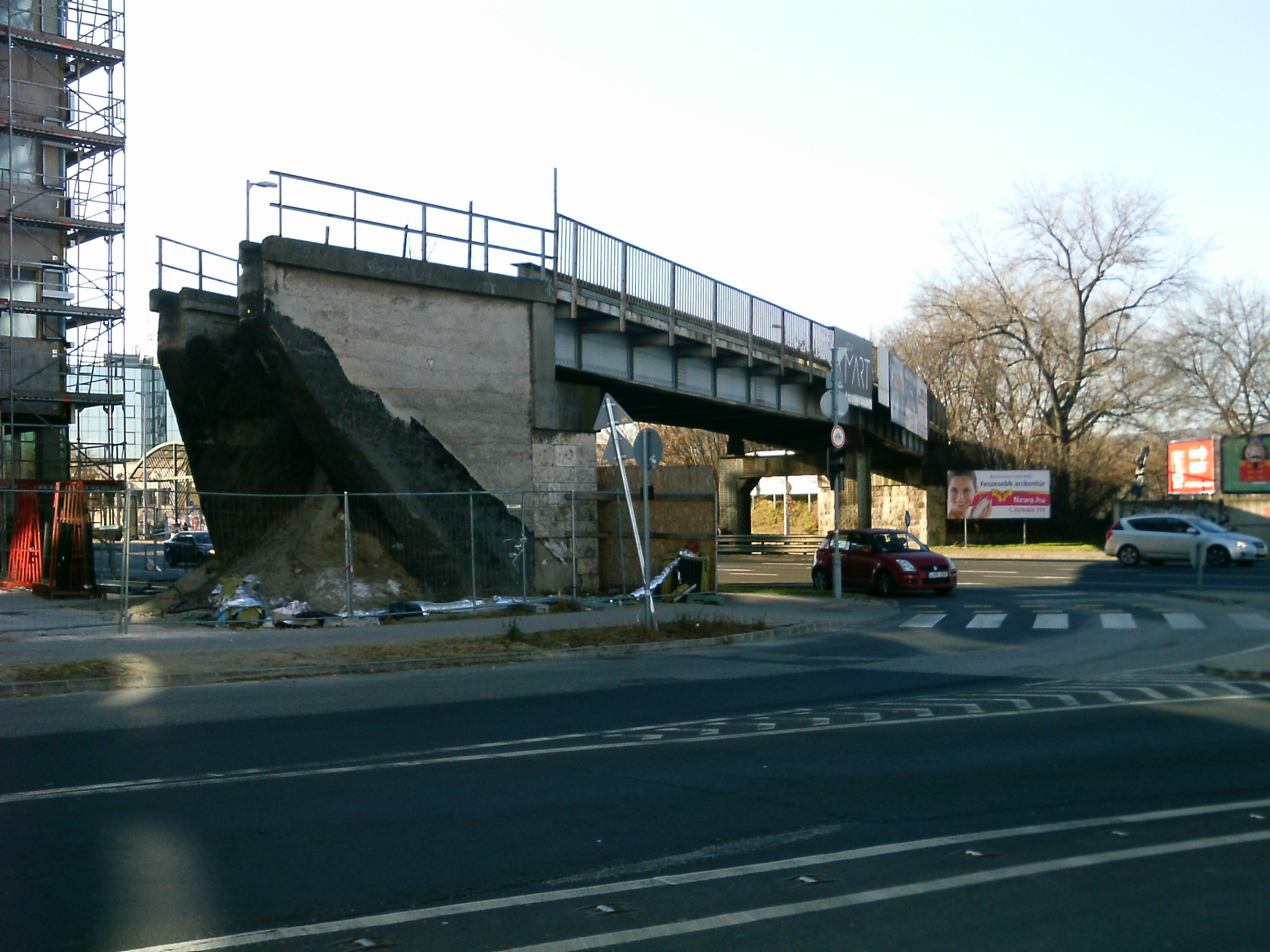
A Váci úti vasúti felüljáró maradványai
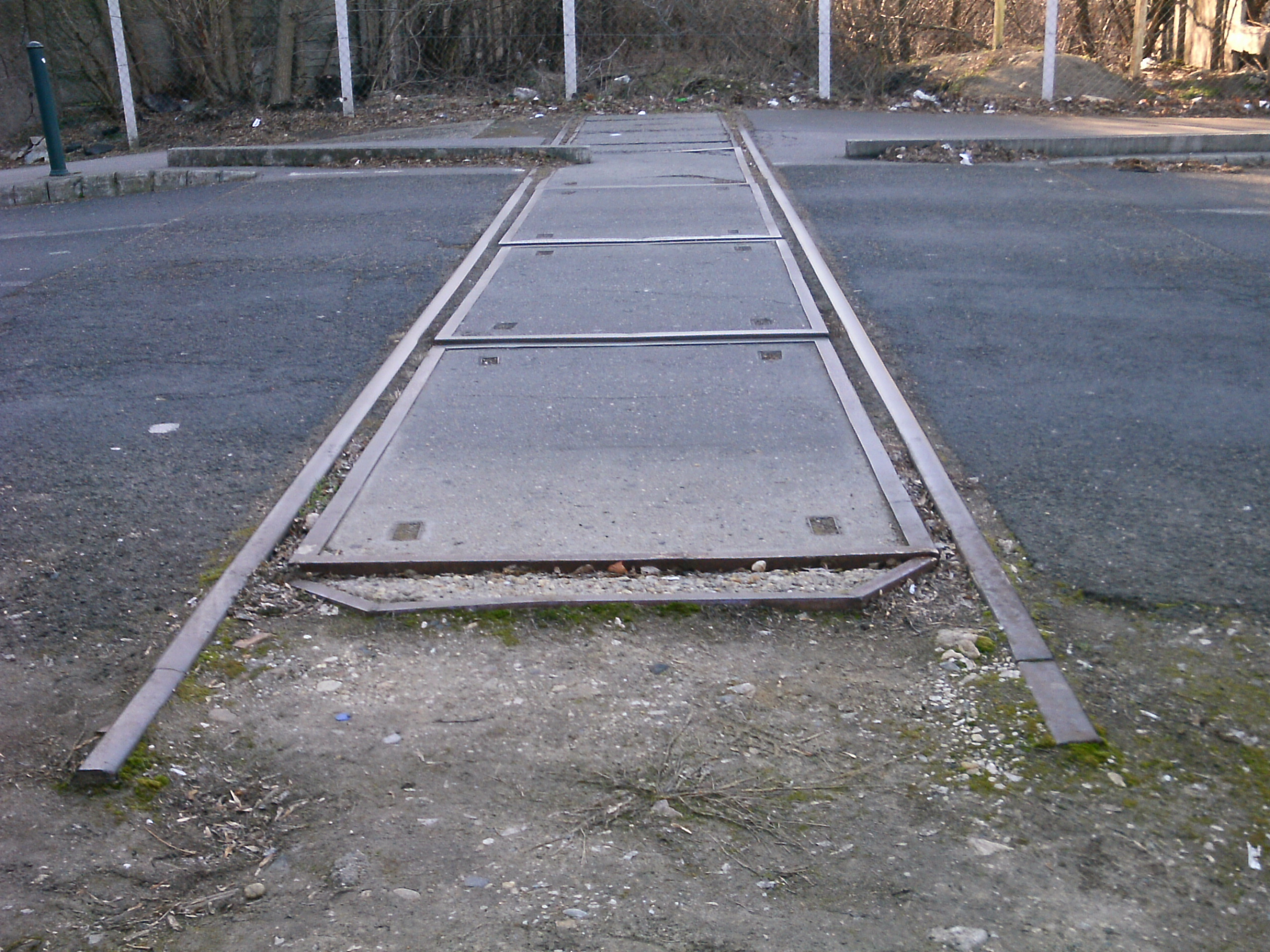
Volt sorompó a Paduc köznél (XIII. kerület)
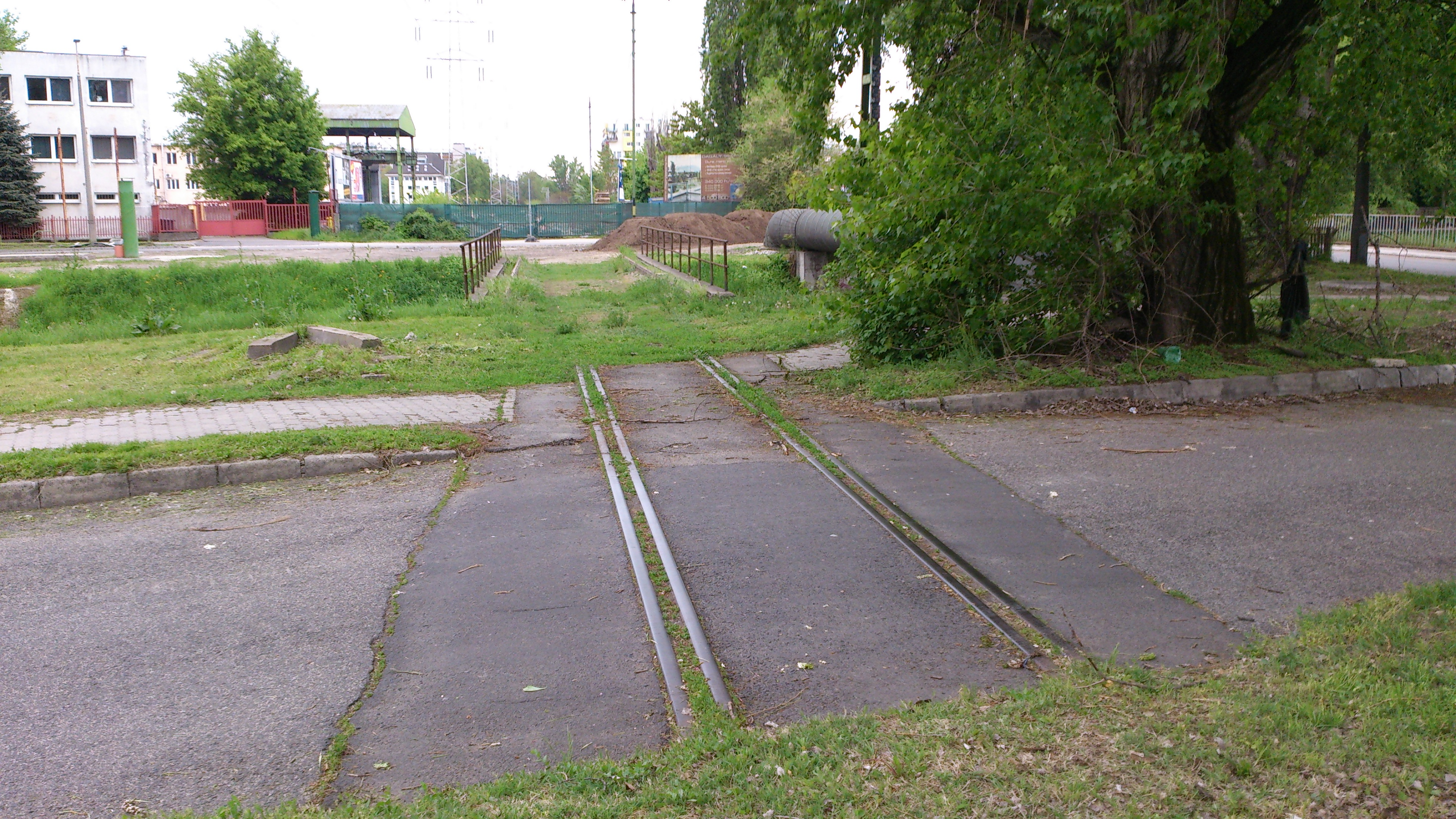
A vasútvonal Rákos-patak feletti hídja a Vizafogó utcánál, háttérben a volt Láng Gépgyár területe
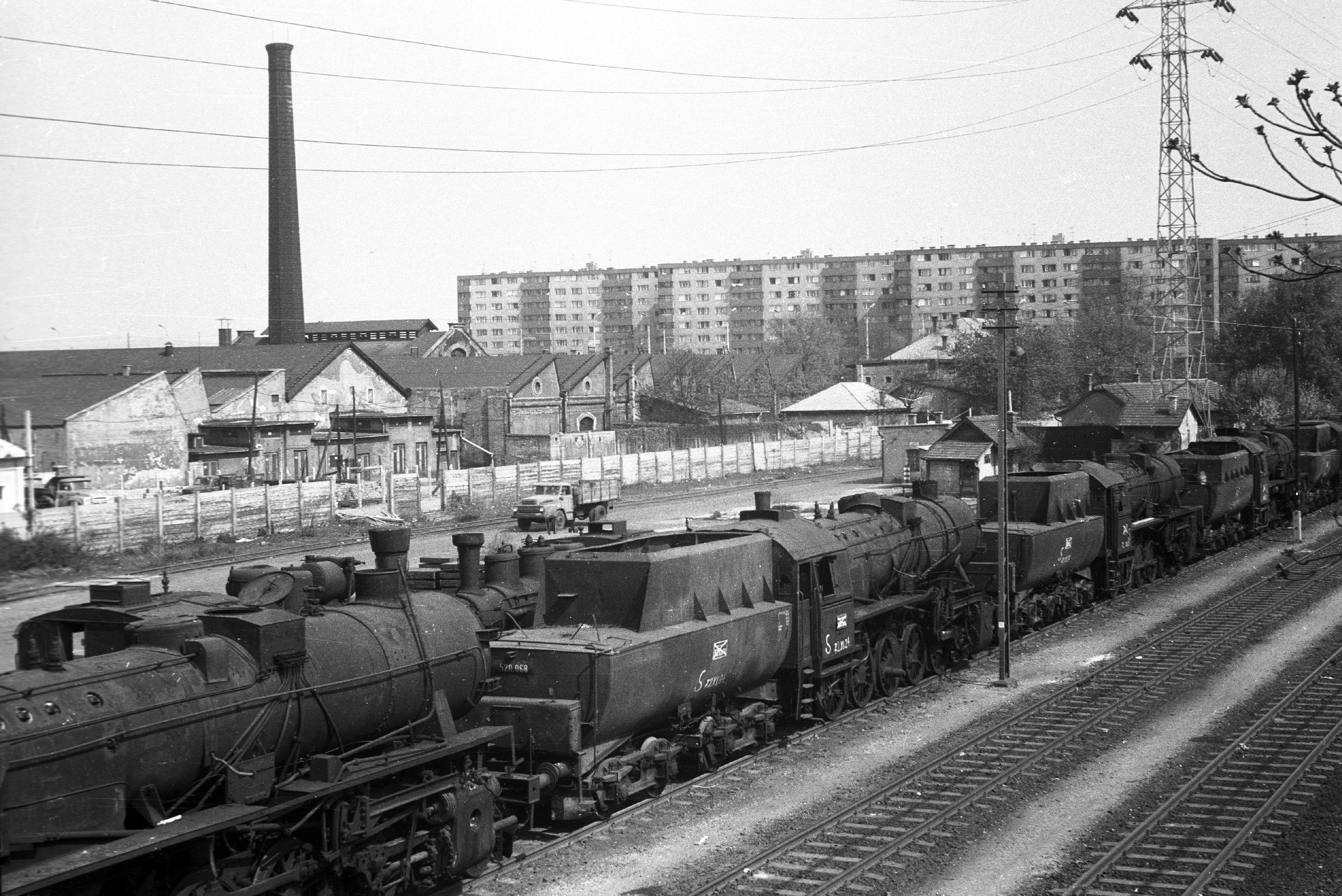
Vizafogó teherpályaudvar leállított MÁV 520-as mozdonyokkal
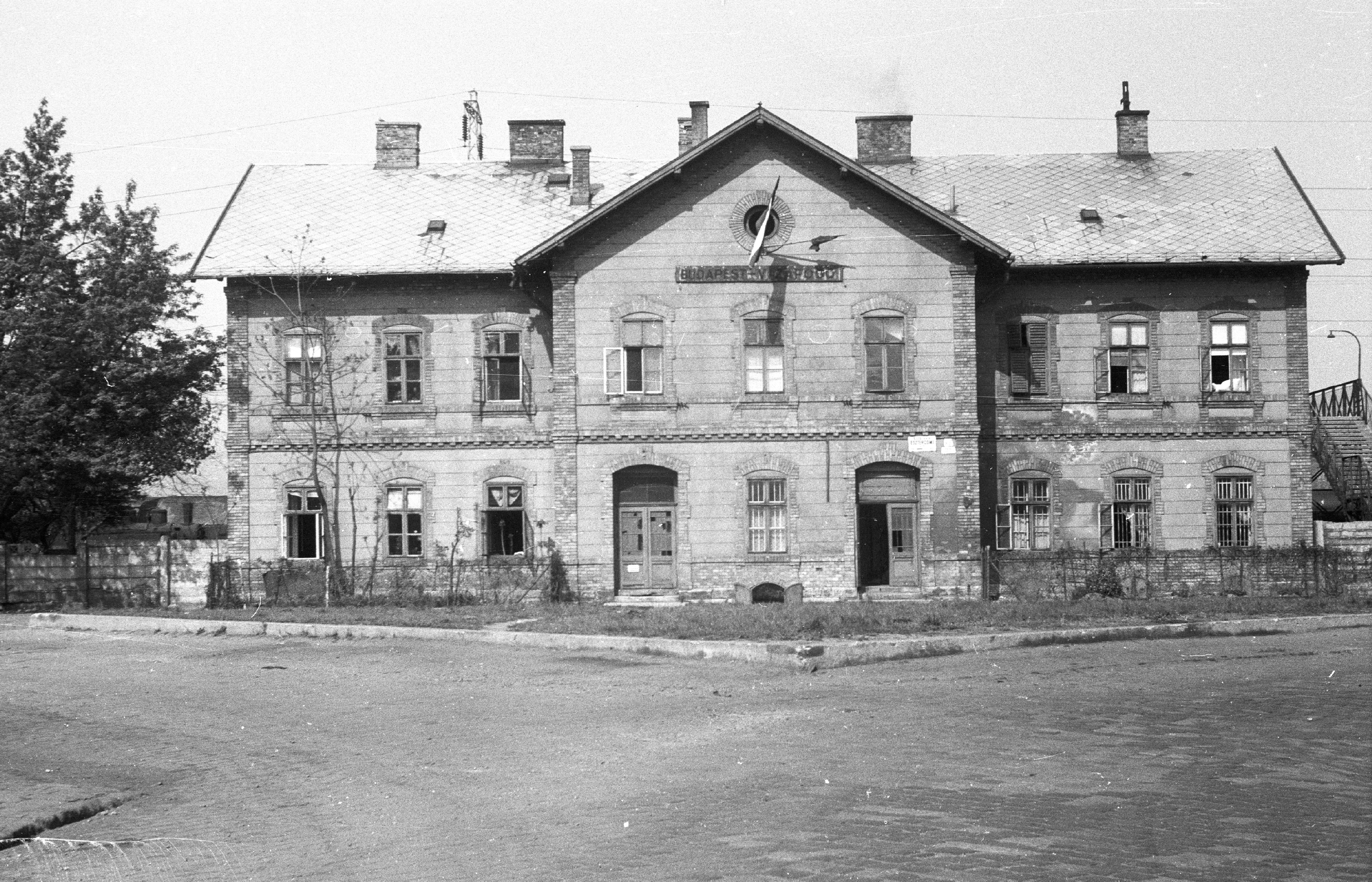
A Vizafogó teherpályaudvar felvételi épületének homlokzata